# Сьвенте (Ґрудзьондзький повіт)
Сьвенте (пол. Święte) — село в Польщі, у гміні Ласін Ґрудзьондзького повіту Куявсько-Поморського воєводства.
Населення — 223 особи (2011).
У 1975-1998 роках село належало до Торунського воєводства.

## Демографія
Демографічна структура станом на 31 березня 2011 року:
|          | Загалом | Допрацездатний вік | Працездатний вік | Постпрацездатний вік |
| -------- | ------- | ------------------ | ---------------- | -------------------- |
| Чоловіки | 114     | 30                 | 79               | 5                    |
| Жінки    | 109     | 28                 | 67               | 14                   |
| Разом    | 223     | 58                 | 146              | 19                   |